# 叙尔巴
叙尔巴（法語：Surba，法語發音：[syʁba]）是法国阿列日省的一个市镇，属于富瓦区。

## 地理
叙尔巴（42°51'32"N, 1°34'30"E）面积2.22 平方千米，位于法国奧克西塔尼大區阿列日省，该省份为法国西南部内陆省份，西部和北部与上加龙省接壤，东临奥德省，东南至东比利牛斯省接壤，南与安道尔和西班牙接壤。
与叙尔巴接壤的市镇（或旧市镇、城区）包括：阿里尼亚克、贝代亚克和艾纳、拉巴-莱特鲁瓦塞尼厄尔、阿列日河畔塔拉斯孔。

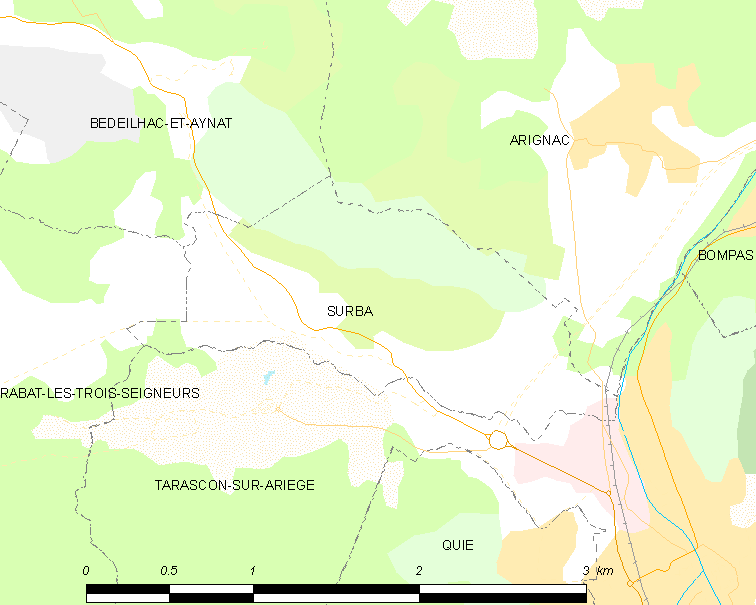
叙尔巴的OSM定位图

叙尔巴的时区为UTC+01:00、UTC+02:00（夏令时）。

## 行政
叙尔巴的邮政编码为09400，INSEE市镇编码为09303。

## 政治
叙尔巴所属的省级选区为萨巴尔泰斯县。

## 人口

1962-2008年间叙尔巴人口变化图示

叙尔巴于2022年1月1日时的人口数量为333人。